# Kieler Wappen
Das Kieler Wappen ist ein jahrhundertealtes Stadtwappen beziehungsweise Symbol der Stadt Kiel.

## Das Wappen
Das Wappen der Stadt Kiel zeigt das sog. holsteinische Nesselblatt in Silber auf Rot mit einem schwarzen Boot. Das silberne Nesselblatt auf rotem Grund ist das Wappen der Schauenburger, die 1110 mit Holstein belehnt worden waren. Das gemauerte Boot, das einerseits der heraldischen Unterscheidung dient, symbolisiert andererseits die Stadtrechte (durch die Assoziation mit der Stadtmauer) sowie die Bedeutung des Hafens für Kiel. Bereits auf Siegeln der Stadt aus dem 13. Jahrhundert sind das Boot und das Wappen mit Nesselblatt am Bug zu sehen. Dieses Siegel hat sich im Laufe der Zeit verändert. Im 14. Jahrhundert finden sich Siegel, die für die Gestaltung des heutigen Wappens als Grundlage dienten. Aus dem 16. Jahrhundert stammt ein Siegel mit über dem Schiff schwebenden Nesselblatt.

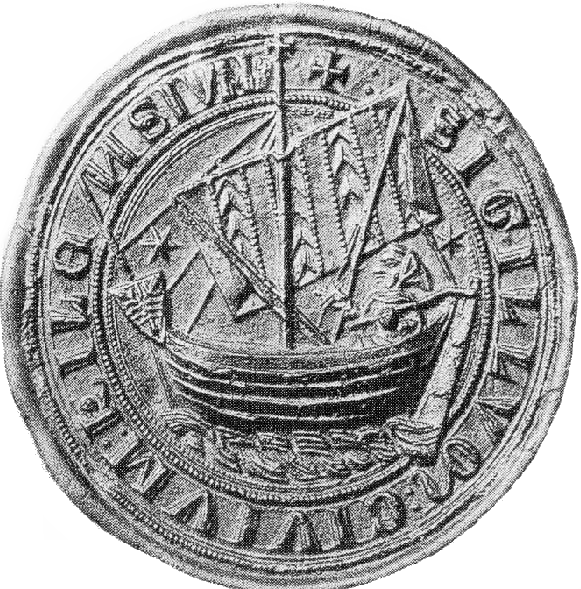
1365 Hanseatisches Prunksiegel Kiels
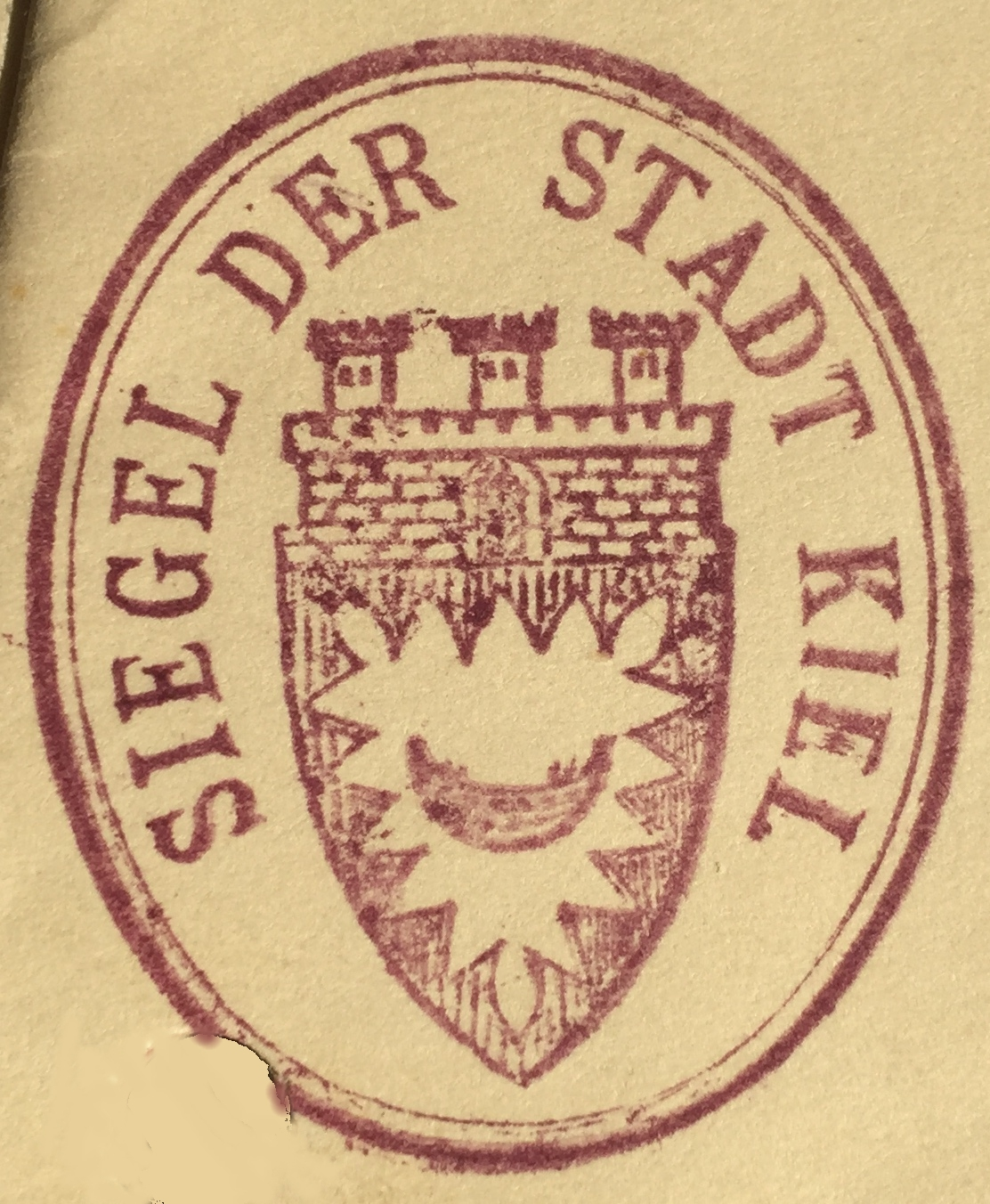
Siegelabdruck von 1906

## Das Nesselblatt
Herkunft und Bedeutung sind nicht sicher geklärt. Am weitesten verbreitet ist die Ansicht, dass es sich um ein Nesselblatt handelt. Es gibt aber auch die Theorie, dass das Blatt des Hülsenbusches (Ilex) dargestellt sei. Eine weitere Theorie besagt, dass das Blatt den Nettelberg symbolisiert, auf dem die Schauenburger ihr Stammschloss in Rinteln an der Weser erbauten. Allerdings führten die Schauenburger ursprünglich einen Löwen im Wappen und erst als Handelsherren von Holstein das Nesselblatt.
Das Wappen der vorgenannten Stadt in Niedersachsen zeigt ebenfalls ein Nesselblatt. 
Nach Auffassung des in Kiel geborenen Schriftstellers Detlev von Liliencron und des Hademarscher Pastors Hans Treplin handelt es sich bei dem Wappen um ein christliches Symbol: die drei Nägel vom Kreuz Jesu Christi an den drei Ecken des eingebetteten Nesselblattes.

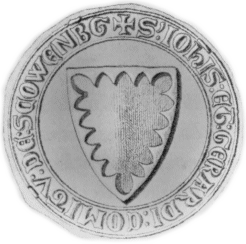
Siegel der Schauenburger unter Gerhard I. und Johann I.
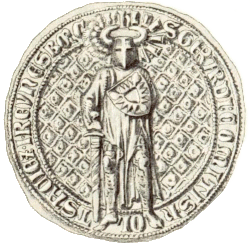
Siegel der Schauenburger unter Gerhard III.

Eine neuere These ist, dass sich das Nesselblatt als Figur vom Schildbeschlag ableitet. Nach der im Mittelalter gebräuchlichen Technik wurde, um die silberne Grundfläche zu befestigen, ein gezackter Schildrand gesetzt bzw. durch die Stückung ein Schildbeschlag aus Metall über dem roten Grund. Hierdurch könnte der Beschlag als heraldische Figur hervorgetreten sein.
Nachgewiesen ist das Nesselblatt als heraldisches Zeichen erstmals 1239. Adolf IV., der mit seinen Koalitionstruppen in der Schlacht bei Bornhöved am 22. Juli 1227 Holstein von Waldemar II. zurückeroberte und 1235 Kiel gründete, führte es zunächst neben dem Löwenwappen. Erst seine Söhne führten es als alleiniges Wappen. Dieser Wappenwechsel hatte politische Gründe: Dänemark hatte wie noch heute drei Löwen im Wappen. Schleswig als dänisches Fahnenlehen zwei. Adolf IV. wollte vermeiden, dass das Land durch dahingehende Assoziationen als Lehen angesehen würde, und so dessen Anschluss an das Reich festigen.
Auch andere Städte der Region haben das Nesselblatt ins Wappen übernommen (z. B. Bückeburg, Rinteln, Stadthagen, Barmstedt, Uetersen oder Wedel).

## Das heutige Wappen
Erstmals findet sich das heutige Wappen auf einem Wappenfries des von 1876 bis 1879 erbauten Regierungsgebäudes in Schleswig. In diesem Gebäude wurde es 1901 vom preußischen Heroldsamt auch angenommen. Aber auch frühere Formen sind bekannt, so eines mit schwarzem Herzschild im silbernen Nesselblatt, in dem wiederum ein goldenes Boot liegt.

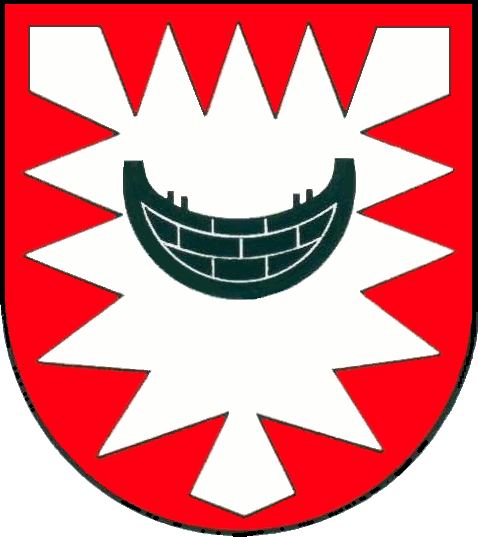
Früher offizielle Version
Neuere frühere offizielle Version